# ニュース日本海プラス1
『ニュース日本海プラス1』（ニュースにほんかいプラスワン）は、1988年4月から2006年9月29日まで日本海テレビ（NKT）が平日夕方に放送していたニュース番組（『NNN Newsリアルタイム』（旧：NNNニュースプラス1）の山陰準広域圏ローカルパート）。

## 概要
夕方の「ニュース日本海」シリーズの第2弾である。また、一足早いニュースが放送されるこの番組の姉妹版『よじまえプラス1』（現：よじまえニュース、15:50 - 16:00）もある。
タイトルロゴは、番組開始当初から2006年3月までは長年、山口放送の『プラス1やまぐち』とともに『NNNニュースプラス1』の初代タイトルを流用していたが、同年4月からは自社で作った全く違うロゴ（上に「ニュース日本海」中央に「NEWS NIHONKAI」下に「+1」）となった。ただし、土曜版は「ニュース日本海」として放送されており、「+1」を付けていなかった。他の系列局が、夕方のローカルニュースのタイトルをプラス1から『Newsリアルタイム○○』に変更する中で、テレビ岩手の『ニュースプラス1いわて』とともにプラス1のタイトルを維持（ロゴは2代目ロゴの流用）していたが、2006年9月29日に放送を終了し、『Newsリアルタイム日本海』へリニューアルした。

## 出演アナウンサー・キャスター

### 平日
- 福浜隆宏（日本海テレビアナウンサー）
- 高井和代（日本海テレビアナウンサー）

（注）…福浜隆宏が休みのときには北川博之（日本海テレビアナウンサー）が、高井和代が休みのときには改野由佳（当時日本海テレビアナウンサー）が担当していた。

### 土曜日
- 日本海テレビのアナウンサー1人が担当していた。誰が出演するのかは決まっていなかった。

## タイムテーブル

### 平日
- 18:16 オープニング、ヘッドライン
- 18:17ごろ 主として山陰のニュースを何本か放送。
- 18:35ごろ フラッシュニュース（BGMは『NNN Newsリアルタイムサタデー』の「リアルFLASH」のBGMを使用）
- 18:36ごろ 日本テレビ発の「エンタメSPORTS」をネット（主としてスポーツのコーナーのみを伝えるため、18:42ごろに日本海テレビの映像に戻る）

（注）山陰で重大ニュースが発生したときにはネットされなかったり、このコーナーを録画し、18:46ごろに放送したりすることがあった。
- 18:42ごろ 特集・ニュース（特集は18:28ごろになることもあった）

金曜日にはこの時間帯に「3海ネット」（西日本放送・高知放送ネット）を放送。
- 18:50ごろ 天気情報（『ヤン坊マー坊天気予報』として放送することもあった）
- 18:52ごろ ニュース振り返り（金曜日には土曜日放送の『スパイス!!』の番宣を実施）

### 土曜日
- 18:21 オープニング（タイトル「ニュース日本海」と表示）
- 18:21:30 ニュース
- 18:24:30 天気情報（『ヤン坊マー坊天気予報』として放送）

## 放送時間
- 18:16 - 19:00（月曜日 - 金曜日）
- 18:20 - 18:30（土曜日）

## 補足
- 初期には、日本海テレビ側では平日は全国ニュースとの通しの番組名として扱われており（大半の地域と同じ）、新聞等の番組表でもそのように書かれていた。このため徳光和夫とローカルキャスターとが共同で出演する本番組の番宣CMも作られた。このCMではそれぞれの役割分担を視聴者に紹介した後、徳光が「ニュースは新鮮、日本海!」と言った後、全員で番組名を叫んでいた。
- 初期には、土曜・日曜のローカルニュースの番組名としても使われていた。こちらはNNN冠はない。
- 初期の土曜の放送開始は番組表上は18:48となっていたが実際には18:50:10開始で、裏の18:50開始（番組表通り）の山陰放送ニュースより10秒遅かった。
- 土曜日の放送では、提供クレジット時とエンディング時に『NNN Newsリアルタイム』のCM入り10秒バージョンが使われていた。
- 2006年9月時点での放送では、スタジオ映像を中心にハイビジョン放送が行われていた。ただ、ニュース映像は依然として4:3の標準画質のものが多かった。
- 番組末期でエンディング（提供クレジット時）に流れていたBGMは、日本テレビ制作のもののエンディングと同一であった。なお番組初期の土・日の提供クレジット兼エンディングでは、平日の日本テレビ版本編エンディングが使われていた。

| 日本海テレビ（NNN） 平日夕方のニュース日本海シリーズ（第2弾） | 日本海テレビ（NNN） 平日夕方のニュース日本海シリーズ（第2弾） | 日本海テレビ（NNN） 平日夕方のニュース日本海シリーズ（第2弾） |
| 前番組                                                        | 番組名                                                        | 次番組                                                        |
| ------------------------------------------------------------- | ------------------------------------------------------------- | ------------------------------------------------------------- |
| NNNワイドニュース日本海                                       | NNNニュース日本海プラス1                                      | Newsリアルタイム日本海                                        |